# Olympische Sommerspiele 1992/Teilnehmer (Deutschland)
| Gelbes Symbol für Goldmedaillen mit stilisierten Olympischen Ringen | Graues Symbol für Silbermedaillen mit stilisierten Olympischen Ringen | Braundes Symbol für Bronzemedaillen mit stilisierten Olympischen Ringen |
| ------------------------------------------------------------------- | --------------------------------------------------------------------- | ----------------------------------------------------------------------- |
| 33                                                                  | 21                                                                    | 28                                                                      |

Deutschland nahm bei den Olympischen Sommerspielen 1992 in Barcelona zum 21. Mal an Olympischen Sommerspielen teil. Das Nationale Olympische Komitee (NOK) nominierte 463 Sportlern, von denen 300 Männer und 163 Frauen waren. Sie starteten in 237 Wettbewerben in 26 Sportarten.
Die deutsche Mannschaft gewann 33 Gold-, 21 Silber- und 28 Bronzemedaillen, womit Deutschland den dritten Platz im Medaillenspiegel der Olympischen Sommerspiele 1992 belegte. Fahnenträger bei der Eröffnungsfeier war der Ruderer Manfred Klein.
1992 trat nach der Deutschen Wiedervereinigung seit den Olympischen Spielen 1964 wieder eine deutsche Mannschaft aus dem wiedervereinigten Deutschland zu den Wettbewerben an.

## Medaillengewinner

### Gold
| Name | Sportart       | Wettkampf                     |
| --- | -------------- | ----------------------------- |
| Andreas Tews | Boxen          | Federgewicht                  |
| Torsten May | Boxen          | Halbschwergewicht             |
| Alexander Koch Ulrich Schreck Udo Wagner Thorsten Weidner Ingo Weißenborn | Fechten        | Florett Mannschaft            |
| Elmar Borrmann Robert Felisiak Uwe Proske Wladimir Resnitschenko Arnd Schmitt | Fechten        | Degen Mannschaft              |
| Ronny Weller | Gewichtheben   | Schwergewicht bis 110 kg      |
| Michael Knauth Christopher Reitz Carsten Fischer Jan-Peter Tewes Volker Fried Klaus Michler Andreas Keller Michael Metz Christian Blunck Sven Meinhardt Michael Hilgers Andreas Becker Stefan Saliger Stefan Tewes Christian Mayerhöfer Oliver Kurtz | Hockey         | Hockey Herren                 |
| Torsten Gutsche Kay Bluhm | Kanu           | Zweier-Kajak 500 m            |
| Torsten Gutsche Kay Bluhm | Kanu           | Zweier-Kajak 1000 m           |
| Oliver Kegel Thomas Reineck Mario von Appen André Wohllebe | Kanu           | Vierer-Kajak 1000 m           |
| Ulrich Papke Ingo Spelly | Kanu           | Zweier-Canadier 1000 m        |
| Elisabeth Micheler | Kanu           | Einer-Kajak                   |
| Birgit Fischer | Kanu           | Einer-Kajak 500 m             |
| Anke von Seck Ramona Portwich | Kanu           | Zweier-Kajak 500 m            |
| Dieter Baumann | Leichtathletik | 5000 m                        |
| Heike Henkel | Leichtathletik | Hochsprung                    |
| Heike Drechsler | Leichtathletik | Weitsprung                    |
| Silke Renk | Leichtathletik | Speerwurf                     |
| Jens Fiedler | Radsport       | Sprint                        |
| Guido Fulst Michael Glöckner Jens Lehmann Stefan Steinweg Andreas Walzer | Radsport       | 4000 m Mannschaftsverfolgung  |
| Bernd Dittert Christian Meyer Uwe Peschel Michael Rich | Radsport       | Mannschaftszeitfahren         |
| Petra Roßner | Radsport       | 3000 m Einzelverfolgung       |
| Ludger Beerbaum | Reiten         | Springreiten Einzel           |
| Nicole Uphoff | Reiten         | Dressur Einzel                |
| Klaus Balkenhol Monica Theodorescu Nicole Uphoff Isabell Werth | Reiten         | Dressur Mannschaft            |
| Maik Bullmann | Ringen         | Halbschwergewicht (bis 90 kg) |
| Thomas Lange | Rudern         | Einer                         |
| Andreas Hajek Michael Steinbach Stephan Volkert André Willms | Rudern         | Doppelvierer                  |
| Kathrin Boron Kerstin Köppen | Rudern         | Doppelzweier                  |
| Kerstin Müller Kristina Mundt Birgit Peter Sybille Schmidt | Rudern         | Doppelvierer                  |
| Ralf Schumann | Schießen       | Schnellfeuerpistole           |
| Michael Jakosits | Schießen       | Laufende Scheibe 10 m         |
| Dagmar Hase | Schwimmen      | 400 m Freistil                |
| Boris Becker Michael Stich | Tennis         | Herrendoppel                  |

### Silber
| Name | Sportart       | Wettkampf              |
| --- | -------------- | ---------------------- |
| Marco Rudolph | Boxen          | Leichtgewicht          |
| Sabine Bau Annette Dobmeier Anja Fichtel-Mauritz Zita-Eva Funkenhauser Monika Weber | Fechten        | Florett Mannschaft     |
| Britta Becker Tanja Dickenscheid Nadine Ernsting-Krienke Christine Ferneck Eva Hagenbäumer Franziska Hentschel Caren Jungjohann Katrin Kauschke Irina Kuhnt Heike Lätzsch Susanne Müller Kristina Peters Simone Thomaschinski Bianca Weiß Anke Wild Susi Wollschläger | Hockey         | Hockey Damen           |
| Ulrich Papke Ingo Spelly | Kanu           | Zweier-Canadier 500 m  |
| Katrin Borchert Birgit Fischer Anke von Seck Ramona Portwich | Kanu           | Zweier-Kajak 500 m     |
| Jürgen Schult | Leichtathletik | Diskuswurf             |
| Jens Lehmann | Radsport       | 4000 m Einerverfolgung |
| Annett Neumann | Radsport       | Sprint                 |
| Herbert Blöcker | Reiten         | Vielseitigkeit Einzel  |
| Isabell Werth | Reiten         | Dressur Einzel         |
| Rıfat Yıldız | Ringen         | Bantamgewicht          |
| Heiko Balz | Ringen         | Schwergewicht          |
| Peter Hoeltzenbein Colin von Ettingshausen | Rudern         | Zweier ohne Steuermann |
| Ralf Brudel Karsten Finger Uwe Kellner Thoralf Peters Hendrik Reiher | Rudern         | Vierer mit Steuermann  |
| Ingeburg Schwerzmann Stefani Werremeier | Rudern         | Zweier ohne Steuerfrau |
| Franziska van Almsick | Schwimmen      | 200 m Freistil         |
| Dagmar Hase | Schwimmen      | 200 m Rücken           |
| Jana Dörries Dagmar Hase Daniela Hunger Franziska van Almsick Daniela Brendel Bettina Ustrowski Simone Osygus | Schwimmen      | 4 × 100 m Lagen        |
| Steffi Graf | Tennis         | Dameneinzel            |
| Steffen Fetzner Jörg Roßkopf | Tischtennis    | Herrendoppel           |
| Andreas Wecker | Turnen         | Reck                   |

### Bronze
| Name | Sportart       | Wettkampf                   |
| --- | -------------- | --------------------------- |
| Jan Quast | Boxen          | Halbfliegengewicht          |
| Andreas Behm | Gewichtheben   | Leichtgewicht               |
| Manfred Nerlinger | Gewichtheben   | Schwergewicht (über 110 kg) |
| Richard Trautmann | Judo           | Superleichtgewicht          |
| Udo Quellmalz | Judo           | Halbleichtgewicht           |
| Olaf Heukrodt | Kanu           | Einer-Canadier 500 m        |
| Jochen Lettmann | Kanu           | Einer-Kajak                 |
| Stephan Freigang | Leichtathletik | Marathon                    |
| Ronald Weigel | Leichtathletik | 50 km Gehen                 |
| Kathrin Neimke | Leichtathletik | Kugelstoßen                 |
| Karen Forkel | Leichtathletik | Speerwurf                   |
| Sabine Braun | Leichtathletik | Siebenkampf                 |
| Herbert Blöcker Ralf Ehrenbrink Cord Mysegaes | Reiten         | Vielseitigkeit Mannschaft   |
| Klaus Balkenhol | Reiten         | Dressur Einzel              |
| Roland Baar Armin Eichholz Detlef Kirchhoff Manfred Klein Bahne Rabe Frank Richter Hans Sennewald Thorsten Streppelhoff Ansgar Wessling           | Rudern         | Achter                      |
| Antje Frank Annette Hohn Gabriele Mehl Birte Siech                                                                                                | Rudern         | Vierer ohne Steuerfrau      |
| Sylvia Dördelmann Kathrin Haacker Christiane Harzendorf Daniela Neunast Cerstin Petersmann Dana Pyritz Annegret Strauch Ute Wagner Judith Zeidler | Rudern         | Achter                      |
| Johann Riederer | Schießen       | Luftgewehr                  |
| Jörg Hoffmann | Schwimmen      | 1500 m Freistil             |
| Mark Pinger Dirk Richter Christian Tröger Steffen Zesner Andreas Szigat Bengt Zikarsky                                                            | Schwimmen      | 4 × 100 m Freistil          |
| Franziska van Almsick | Schwimmen      | 100 m Freistil              |
| Kerstin Kielgaß | Schwimmen      | 200 m Freistil              |
| Jana Henke | Schwimmen      | 800 m Freistil              |
| Daniela Hunger | Schwimmen      | 200 m Lagen                 |
| Daniela Hunger Simone Osygus Manuela Stellmach Franziska van Almsick Kerstin Kielgass Annette Hadding                                             | Schwimmen      | 4 × 100 m Freistil          |
| Andreas Wecker | Turnen         | Reck                        |
| Andreas Wecker | Turnen         | Ringe                       |
| Brita Baldus | Wasserspringen | Kunstspringen 3 m           |

## Teilnehmer
| Name                        | Alter | Geschlecht | Sportart                   | Resultat(e) |
| --------------------------- | ----- | ---------- | -------------------------- | --- |
| Stefan Frey                 | 33    | männlich   | Badminton                  | Doppel: 1. Runde |
| Stephan Kuhl                | 24    | männlich   | Badminton                  | Einzel: 1. Runde Doppel: 1. Runde |
| Katrin Schmidt              | 24    | weiblich   | Badminton                  | Einzel: 2. Runde Doppel: 2. Runde |
| Kerstin Ubben               | 23    | weiblich   | Badminton                  | Einzel: 1. Runde Doppel: 2. Runde |
| Armin Andres                | 33    | männlich   | Basketball                 | Herrenturnier: 7. Platz |
| Stephan Baeck               | 27    | männlich   | Basketball                 | Herrenturnier: 7. Platz |
| Gunther Behnke              | 29    | männlich   | Basketball                 | Herrenturnier: 7. Platz |
| Uwe Blab                    | 30    | männlich   | Basketball                 | Herrenturnier: 7. Platz |
| Hansi Gnad                  | 29    | männlich   | Basketball                 | Herrenturnier: 7. Platz |
| Henning Harnisch            | 24    | männlich   | Basketball                 | Herrenturnier: 7. Platz |
| Michael Jackel              | 32    | männlich   | Basketball                 | Herrenturnier: 7. Platz |
| Jens Kujawa                 | 27    | männlich   | Basketball                 | Herrenturnier: 7. Platz |
| Arnd Neuhaus                | 24    | männlich   | Basketball                 | Herrenturnier: 7. Platz |
| Kai Nürnberger              | 26    | männlich   | Basketball                 | Herrenturnier: 7. Platz |
| Henrik Rödl                 | 23    | männlich   | Basketball                 | Herrenturnier: 7. Platz |
| Detlef Schrempf             | 29    | männlich   | Basketball                 | Herrenturnier: 7. Platz |
| Astrid Hänschen             | 25    | weiblich   | Bogenschießen              | Einzel: 43. Platz Mannschaft: 10. Platz |
| Andreas Lippoldt            | 25    | männlich   | Bogenschießen              | Einzel: 43. Platz Mannschaft: 11. Platz |
| Frank Marzoch               | 26    | männlich   | Bogenschießen              | Einzel: 32. Platz Mannschaft: 11. Platz |
| Cornelia Pfohl              | 21    | weiblich   | Bogenschießen              | Einzel: 44. Platz Mannschaft: 10. Platz |
| Marc Rösicke                | 21    | männlich   | Bogenschießen              | Einzel: 38. Platz Mannschaft: 11. Platz |
| Marion Wagner               | 24    | weiblich   | Bogenschießen              | Einzel: 53. Platz Mannschaft: 10. Platz |
| Dieter Berg                 | 26    | männlich   | Boxen                      | Bantamgewicht: 1. Runde |
| Markus Beyer                | 21    | männlich   | Boxen                      | Halbmittelgewicht: 2. Runde |
| Willi Fischer               | 19    | männlich   | Boxen                      | Superschwergewicht: Viertelfinale |
| Mario Loch                  | 22    | männlich   | Boxen                      | Fliegengewicht: 2. Runde |
| Torsten May                 | 22    | männlich   | Boxen                      | Halbschwergewicht: Gold |
| Sven Ottke                  | 25    | männlich   | Boxen                      | Mittelgewicht: Viertelfinale |
| Andreas Otto                | 28    | männlich   | Boxen                      | Weltergewicht: Viertelfinale |
| Jan Quast                   | 22    | männlich   | Boxen                      | Halbfliegengewicht: Bronze |
| Marco Rudolph               | 22    | männlich   | Boxen                      | Leichtgewicht: Silber |
| Bert Teuchert               | 25    | männlich   | Boxen                      | Schwergewicht: 2. Runde |
| Andreas Tews                | 23    | männlich   | Boxen                      | Federgewicht: Gold |
| Andreas Zülow               | 26    | männlich   | Boxen                      | Halbweltergewicht: 2. Runde |
| Sabine Bau                  | 23    | weiblich   | Fechten                    | Florett, Einzel: 7. Platz Florett: Mannschaft: Silber |
| Felix Becker                | 27    | männlich   | Fechten                    | Säbel, Einzel: 14. Platz Säbel, Mannschaft: 5. Platz |
| Elmar Borrmann              | 35    | männlich   | Fechten                    | Degen, Einzel: 5. Platz Degen, Mannschaft: Gold |
| Annette Dobmeier            | 24    | weiblich   | Fechten                    | Florett, Einzel: 34. Platz Florett: Mannschaft: Silber |
| Robert Felisiak             | 29    | männlich   | Fechten                    | Degen, Einzel: 9. Platz Degen, Mannschaft: Gold |
| Anja Fichtel-Mauritz        | 23    | weiblich   | Fechten                    | Florett: Mannschaft: Silber |
| Zita-Eva Funkenhauser       | 26    | weiblich   | Fechten                    | Florett, Einzel: 13. Platz Florett: Mannschaft: Silber |
| Jacek Huchwajda             | 25    | männlich   | Fechten                    | Säbel, Mannschaft: 5. Platz |
| Jörg Kempenich              | 27    | männlich   | Fechten                    | Säbel, Einzel: 17. Platz Säbel, Mannschaft: 5. Platz |
| Alexander Koch              | 23    | männlich   | Fechten                    | Florett, Mannschaft: Gold |
| Jürgen Nolte                | 32    | männlich   | Fechten                    | Säbel, Einzel: 8. Platz Säbel, Mannschaft: 5. Platz |
| Uwe Proske                  | 30    | männlich   | Fechten                    | Degen, Mannschaft: Gold |
| Wladimir Resnitschenko      | 26    | männlich   | Fechten                    | Degen, Mannschaft: Gold |
| Arnd Schmitt                | 27    | männlich   | Fechten                    | Degen, Einzel: 29. Platz Degen, Mannschaft: Gold |
| Ulrich Schreck              | 30    | männlich   | Fechten                    | Florett, Einzel: 18. Platz Florett, Mannschaft: Gold |
| Udo Wagner                  | 28    | männlich   | Fechten                    | Florett, Einzel: 4. Platz Florett, Mannschaft: Gold |
| Monika Weber-Koszto         | 26    | weiblich   | Fechten                    | Florett: Mannschaft: Silber |
| Thorsten Weidner            | 24    | männlich   | Fechten                    | Florett, Einzel: 25. Platz Florett, Mannschaft: Gold |
| Ingo Weißenborn             | 28    | männlich   | Fechten                    | Florett, Mannschaft: Gold |
| Steffen Wiesinger           | 22    | männlich   | Fechten                    | Säbel, Mannschaft: 5. Platz |
| Andreas Behm                | 29    | männlich   | Gewichtheben               | Leichtgewicht: Bronze |
| Oliver Caruso               | 18    | männlich   | Gewichtheben               | Mittelgewicht: 16. Platz |
| Udo Guse                    | 24    | männlich   | Gewichtheben               | 1. Schwergewicht: 7. Platz |
| Marc Huster                 | 22    | männlich   | Gewichtheben               | Mittelschwergewicht: 7. Platz |
| Manfred Nerlinger           | 31    | männlich   | Gewichtheben               | Superschwergewicht: Bronze |
| Frank Seipelt               | 31    | männlich   | Gewichtheben               | 2. Schwergewicht: 6. Platz |
| Marco Spanehl               | 24    | männlich   | Gewichtheben               | Federgewicht: 13. Platz |
| Ingo Steinhöfel             | 25    | männlich   | Gewichtheben               | Mittelgewicht: 5. Platz |
| Ronny Weller                | 23    | männlich   | Gewichtheben               | 2. Schwergewicht: Gold |
| Martin Zawieja              | 29    | männlich   | Gewichtheben               | Superschwergewicht: 9. Platz |
| Jochen Fraatz               | 29    | männlich   | Handball                   | Herrenturnier: 10. Platz |
| Matthias Hahn               | 27    | männlich   | Handball                   | Herrenturnier: 10. Platz |
| Stephan Hauck               | 30    | männlich   | Handball                   | Herrenturnier: 10. Platz |
| Jan Holpert                 | 30    | männlich   | Handball                   | Herrenturnier: 10. Platz |
| Michael Klemm               | 27    | männlich   | Handball                   | Herrenturnier: 10. Platz |
| Michael Krieter             | 28    | männlich   | Handball                   | Herrenturnier: 10. Platz |
| Hendrik Ochel               | 23    | männlich   | Handball                   | Herrenturnier: 10. Platz |
| Klaus-Dieter Petersen       | 23    | männlich   | Handball                   | Herrenturnier: 10. Platz |
| Richard Ratka               | 28    | männlich   | Handball                   | Herrenturnier: 10. Platz |
| Bernd Roos                  | 24    | männlich   | Handball                   | Herrenturnier: 10. Platz |
| Holger Schneider            | 28    | männlich   | Handball                   | Herrenturnier: 10. Platz |
| Wolfgang Schwenke           | 24    | männlich   | Handball                   | Herrenturnier: 10. Platz |
| Andreas Thiel               | 32    | männlich   | Handball                   | Herrenturnier: 10. Platz |
| Frank-Michael Wahl          | 35    | männlich   | Handball                   | Herrenturnier: 10. Platz |
| Holger Winselmann           | 28    | männlich   | Handball                   | Herrenturnier: 10. Platz |
| Volker Zerbe                | 24    | männlich   | Handball                   | Herrenturnier: 10. Platz |
| Sabine Adamik               | 32    | weiblich   | Handball                   | Damenturnier: 4. Platz |
| Andrea Bölk                 | 23    | weiblich   | Handball                   | Damenturnier: 4. Platz |
| Eike Bram                   | 27    | weiblich   | Handball                   | Damenturnier: 4. Platz |
| Carola Ciszewski            | 24    | weiblich   | Handball                   | Damenturnier: 4. Platz |
| Michaela Erler              | 27    | weiblich   | Handball                   | Damenturnier: 4. Platz |
| Silke Fittinger             | 25    | weiblich   | Handball                   | Damenturnier: 4. Platz |
| Sybille Gruner              | 23    | weiblich   | Handball                   | Damenturnier: 4. Platz |
| Rita Köster                 | 31    | weiblich   | Handball                   | Damenturnier: 4. Platz |
| Anja Krüger                 | 28    | weiblich   | Handball                   | Damenturnier: 4. Platz |
| Elena Leonte                | 31    | weiblich   | Handball                   | Damenturnier: 4. Platz |
| Kerstin Mühlner             | 29    | weiblich   | Handball                   | Damenturnier: 4. Platz |
| Gabriele Palme              | 28    | weiblich   | Handball                   | Damenturnier: 4. Platz |
| Silvia Schmitt              | 30    | weiblich   | Handball                   | Damenturnier: 4. Platz |
| Andrea Stolletz             | 28    | weiblich   | Handball                   | Damenturnier: 4. Platz |
| Bianca Urbanke              | 24    | weiblich   | Handball                   | Damenturnier: 4. Platz |
| Birgit Wagner               | 23    | weiblich   | Handball                   | Damenturnier: 4. Platz |
| Andreas Becker              | 22    | männlich   | Hockey                     | Herrenturnier: Gold |
| Christian Blunck            | 24    | männlich   | Hockey                     | Herrenturnier: Gold |
| Carsten Fischer             | 30    | männlich   | Hockey                     | Herrenturnier: Gold |
| Volker Fried                | 31    | männlich   | Hockey                     | Herrenturnier: Gold |
| Michael Hilgers             | 25    | männlich   | Hockey                     | Herrenturnier: Gold |
| Andreas Keller              | 26    | männlich   | Hockey                     | Herrenturnier: Gold |
| Michael Knauth              | 27    | männlich   | Hockey                     | Herrenturnier: Gold |
| Oliver Kurtz                | 20    | männlich   | Hockey                     | Herrenturnier: Gold |
| Christian Mayerhöfer        | 21    | männlich   | Hockey                     | Herrenturnier: Gold |
| Sven Meinhardt              | 20    | männlich   | Hockey                     | Herrenturnier: Gold |
| Michael Metz                | 28    | männlich   | Hockey                     | Herrenturnier: Gold |
| Klaus Michler               | 22    | männlich   | Hockey                     | Herrenturnier: Gold |
| Christopher Reitz           | 19    | männlich   | Hockey                     | Herrenturnier: Gold |
| Stefan Saliger              | 24    | männlich   | Hockey                     | Herrenturnier: Gold |
| Jan Peter Tewes             | 23    | männlich   | Hockey                     | Herrenturnier: Gold |
| Stefan Tewes                | 24    | männlich   | Hockey                     | Herrenturnier: Gold |
| Britta Becker               | 19    | weiblich   | Hockey                     | Damenturnier: Silber |
| Tanja Dickenscheid          | 23    | weiblich   | Hockey                     | Damenturnier: Silber |
| Nadine Ernsting-Krienke     | 18    | weiblich   | Hockey                     | Damenturnier: Silber |
| Christine Ferneck           | 24    | weiblich   | Hockey                     | Damenturnier: Silber |
| Eva Hagenbäumer             | 25    | weiblich   | Hockey                     | Damenturnier: Silber |
| Franziska Hentschel         | 22    | weiblich   | Hockey                     | Damenturnier: Silber |
| Caren Jungjohann            | 24    | weiblich   | Hockey                     | Damenturnier: Silber |
| Katrin Kauschke             | 20    | weiblich   | Hockey                     | Damenturnier: Silber |
| Irina Kuhnt                 | 24    | weiblich   | Hockey                     | Damenturnier: Silber |
| Heike Lätzsch               | 18    | weiblich   | Hockey                     | Damenturnier: Silber |
| Susanne Müller              | 20    | weiblich   | Hockey                     | Damenturnier: Silber |
| Kristina Peters             | 24    | weiblich   | Hockey                     | Damenturnier: Silber |
| Simone Thomaschinski-Gräßer | 22    | weiblich   | Hockey                     | Damenturnier: Silber |
| Bianca Weiß                 | 24    | weiblich   | Hockey                     | Damenturnier: Silber |
| Anke Wild                   | 24    | weiblich   | Hockey                     | Damenturnier: Silber |
| Susanne Wollschläger        | 27    | weiblich   | Hockey                     | Damenturnier: Silber |
| Stefan Dott                 | 22    | männlich   | Judo                       | Leichtgewicht: 5. Platz |
| Frauke Eickhoff             | 24    | weiblich   | Judo                       | Halbmittelgewicht: 5. Platz |
| Kerstin Emich               | 29    | weiblich   | Judo                       | Ultraleichtgewicht: 16. Platz |
| Gudrun Hausch               | 22    | weiblich   | Judo                       | Leichtgewicht: 18. Platz |
| Detlef Knorrek              | 27    | männlich   | Judo                       | Halbschwergewicht: 32. Platz |
| Daniel Lascau               | 23    | männlich   | Judo                       | Halbmittelgewicht: 34. Platz |
| Axel Lobenstein             | 27    | männlich   | Judo                       | Mittelgewicht: 5. Platz |
| Udo Quellmalz               | 25    | männlich   | Judo                       | Halbleichtgewicht: Bronze |
| Alexandra Schreiber         | 29    | weiblich   | Judo                       | Mittelgewicht: 5. Platz |
| Regina Schüttenhelm         | 28    | weiblich   | Judo                       | Halbschwergewicht: 5. Platz |
| Henry Stöhr                 | 32    | männlich   | Judo                       | Schwergewicht: 13. Platz |
| Richard Trautmann           | 23    | männlich   | Judo                       | Ultraleichtgewicht: Bronze |
| Claudia Weber               | 24    | weiblich   | Judo                       | Schwergewicht: 5. Platz |
| Mario von Appen             | 26    | männlich   | Kanu                       | Kajak-Vierer, 1000 m: Gold |
| Thomas Becker               | 25    | männlich   | Kanu                       | Kajak-Einer, Slalom: 26. Platz |
| Manfred Berro               | 26    | männlich   | Kanu                       | Canadier-Zweier, Slalom: 9. Platz |
| Kay Bluhm                   | 23    | männlich   | Kanu                       | Kajak-Zweier, 500 m: Gold Kajak-Zweier, 1000 m: Gold |
| Katrin Borchert             | 23    | weiblich   | Kanu                       | Kajak-Vierer, 500 m: Silber |
| Birgit Fischer-Schmidt      | 30    | weiblich   | Kanu                       | Kajak-Einer, 500 m: Gold Kajak-Vierer, 500 m: Silber |
| Torsten Gutsche             | 24    | männlich   | Kanu                       | Kajak-Zweier, 500 m: Gold Kajak-Zweier, 1000 m: Gold |
| Frank Hemmer                | 29    | männlich   | Kanu                       | Canadier-Zweier, Slalom: 13. Platz |
| Olaf Heukrodt               | 30    | männlich   | Kanu                       | Canadier-Einer, 500 m: Bronze |
| Rüdiger Hübbers             | 26    | männlich   | Kanu                       | Canadier-Zweier, Slalom: 14. Platz |
| Sören Kaufmann              | 21    | männlich   | Kanu                       | Canadier-Einer, Slalom: 17. Platz |
| Oliver Kegel                | 31    | männlich   | Kanu                       | Kajak-Vierer, 1000 m: Gold |
| Martin Lang                 | 24    | männlich   | Kanu                       | Canadier-Einer, Slalom: 6. Platz |
| Jochen Lettmann             | 23    | männlich   | Kanu                       | Kajak-Einer, Slalom: Bronze |
| Thomas Loose                | 28    | männlich   | Kanu                       | Canadier-Zweier, Slalom: 13. Platz |
| Elisabeth Micheler-Jones    | 26    | weiblich   | Kanu                       | Kajak-Einer, Slalom: Gold |
| Anke Nothnagel-von Seck     | 25    | weiblich   | Kanu                       | Kajak-Zweier, 500 m: Gold Kajak-Vierer, 500 m: Silber |
| Ulrich Papke                | 30    | männlich   | Kanu                       | Canadier-Zweier, 500 m: Silber Canadier-Zweier, 1000 m: Gold |
| Ramona Portwich             | 25    | weiblich   | Kanu                       | Kajak-Zweier, 500 m: Gold Kajak-Vierer, 500 m: Silber |
| Udo Raumann                 | 23    | männlich   | Kanu                       | Canadier-Zweier, Slalom: 14. Platz |
| Thomas Reineck              | 24    | männlich   | Kanu                       | Kajak-Vierer, 1000 m: Gold |
| Matthias Röder              | 20    | männlich   | Kanu                       | Canadier-Einer, 1000 m: 4. Platz |
| Eva Roth                    | 24    | weiblich   | Kanu                       | Kajak-Einer, Slalom: 4. Platz |
| Ingo Spelly                 | 25    | männlich   | Kanu                       | Canadier-Zweier, 500 m: Silber Canadier-Zweier, 1000 m: Gold |
| Jens Stegemann              | 19    | männlich   | Kanu                       | Kajak-Einer, 1000 m: Halbfinale |
| Kordula Striepecke          | 29    | weiblich   | Kanu                       | Kajak-Einer, Slalom: 6. Platz |
| Michael Trummer             | 30    | männlich   | Kanu                       | Canadier-Zweier, Slalom: 9. Platz |
| Jens Vorsatz                | 21    | männlich   | Kanu                       | Kajak-Einer, Slalom: 29. Platz |
| André Wohllebe              | 30    | männlich   | Kanu                       | Kajak-Vierer, 1000 m: Gold |
| Beate Anders-Gummelt        | 24    | weiblich   | Leichtathletik             | 10 km Gehen: 16. Platz |
| Dieter Baumann              | 27    | männlich   | Leichtathletik             | 5000 m: Gold |
| Peggy Beer                  | 22    | weiblich   | Leichtathletik             | Siebenkampf: 6. Platz |
| Hendrik Beyer               | 20    | männlich   | Leichtathletik             | Hochsprung: 25. Platz (Qualifikation) |
| Udo Beyer                   | 36    | männlich   | Leichtathletik             | Kugelstoßen: 19. Platz (Qualifikation) |
| Kathrin Born-Boyde          | 21    | weiblich   | Leichtathletik             | 10 km Gehen: 33. Platz |
| Steffen Brand               | 27    | männlich   | Leichtathletik             | 3000 m Hindernis: 5. Platz |
| Sabine Braun                | 27    | weiblich   | Leichtathletik             | Siebenkampf: Bronze |
| Birgit Clarius              | 27    | weiblich   | Leichtathletik             | Siebenkampf: 7. Platz |
| Thorsten Dauth              | 24    | männlich   | Leichtathletik             | Zehnkampf: 17. Platz |
| Claus Dethloff              | 23    | männlich   | Leichtathletik             | Hammerwurf: 14. Platz (Qualifikation) |
| Franka Dietzsch             | 24    | weiblich   | Leichtathletik             | Diskuswurf: 12. Platz |
| Konrad Dobler               | 35    | männlich   | Leichtathletik             | Marathon: 49. Platz |
| Katrin Dörre-Heinig         | 30    | weiblich   | Leichtathletik             | Marathon: 5. Platz |
| Heike Drechsler             | 27    | weiblich   | Leichtathletik             | Weitsprung: Gold |
| Carsten Eich                | 22    | männlich   | Leichtathletik             | 10.000 m: Vorläufe |
| Karen Forkel                | 21    | weiblich   | Leichtathletik             | Speerwurf: Bronze |
| Stéphane Franke             | 28    | männlich   | Leichtathletik             | 10.000 m: Vorläufe |
| Stephan Freigang            | 24    | männlich   | Leichtathletik             | Marathon: Bronze |
| Hauke Fuhlbrügge            | 26    | männlich   | Leichtathletik             | 1500 m: Halbfinale |
| Hartwig Gauder              | 37    | männlich   | Leichtathletik             | 50 km Gehen: 6. Platz |
| Marion Goldkamp             | 25    | weiblich   | Leichtathletik             | Hochsprung: 28. Platz (Qualifikation) |
| Sabine Günther              | 28    | weiblich   | Leichtathletik             | 200 m: Viertelfinale 4 × 100 m: 5. Platz |
| Dietmar Haaf                | 25    | männlich   | Leichtathletik             | Weitsprung: 14. Platz (Qualifikation) |
| Jörg Haas                   | 24    | männlich   | Leichtathletik             | 800 m: Vorläufe |
| Volker Hadwich              | 27    | männlich   | Leichtathletik             | Speerwurf: 12. Platz |
| Martina Hellmann            | 31    | weiblich   | Leichtathletik             | Diskuswurf: 14. Platz (Qualifikation) |
| Olaf Hense                  | 24    | männlich   | Leichtathletik             | 400 m Hürden: Vorläufe |
| Jens-Peter Herold           | 27    | männlich   | Leichtathletik             | 1500 m: 6. Platz |
| Robert Ihly                 | 29    | männlich   | Leichtathletik             | 20 km Gehen: 11. Platz |
| Ralf Jaros                  | 26    | männlich   | Leichtathletik             | Dreisprung: 13. Platz (Qualifikation) |
| Birgit Jerschabek           | 23    | weiblich   | Leichtathletik             | Marathon: 15. Platz |
| Caren Jung                  | 24    | weiblich   | Leichtathletik             | 100 m Hürden: Vorläufe |
| Birgit Kähler               | 21    | weiblich   | Leichtathletik             | Hochsprung: 11. Platz |
| Ellen Kießling              | 24    | weiblich   | Leichtathletik             | 1500 m: Vorläufe |
| Linda Kisabaka              | 23    | weiblich   | Leichtathletik             | 4 × 400 m: 6. Platz |
| Silke Knoll                 | 25    | weiblich   | Leichtathletik             | 200 m: Halbfinale 4 × 100 m: 5. Platz |
| Carsten Köhrbrück           | 25    | männlich   | Leichtathletik             | 400 m Hürden: Halbfinale |
| Dietmar Koszewski           | 24    | männlich   | Leichtathletik             | 110 m Hürden: Halbfinale |
| Konstantin Krause           | 24    | männlich   | Leichtathletik             | Weitsprung: 32. Platz (Qualifikation) |
| Rico Lieder                 | 20    | männlich   | Leichtathletik             | 400 m: Viertelfinale 4 × 400 m: Vorläufe |
| Paul Meier                  | 20    | männlich   | Leichtathletik             | Zehnkampf: 6. Platz |
| Petra Meier-Felke           | 32    | weiblich   | Leichtathletik             | Speerwurf: 7. Platz |
| Heike Meißner               | 22    | weiblich   | Leichtathletik             | 400 m Hürden: Halbfinale 4 × 400 m: 6. Platz |
| Hagen Melzer                | 33    | männlich   | Leichtathletik             | 3000 m Hindernis: Halbfinale |
| Dietmar Mögenburg           | 30    | männlich   | Leichtathletik             | Hochsprung: 27. Platz (Qualifikation) |
| Frank Müller                | 24    | männlich   | Leichtathletik             | Zehnkampf: 13. Platz |
| Kathrin Neimke              | 26    | weiblich   | Leichtathletik             | Kugelstoßen: Bronze |
| Axel Noack                  | 30    | männlich   | Leichtathletik             | 20 km Gehen: 20. Platz |
| Kristin Patzwahl            | 27    | weiblich   | Leichtathletik             | 100 m Hürden: Halbfinale |
| Ralph Pfersich              | 26    | männlich   | Leichtathletik             | 4 × 400 m: Vorläufe |
| Andrea Philipp              | 20    | weiblich   | Leichtathletik             | 100 m: Viertelfinale 4 × 100 m: 5. Platz |
| Uta Pippig                  | 26    | weiblich   | Leichtathletik             | 10.000 m: 7. Platz |
| Kerstin Preßler             | 30    | weiblich   | Leichtathletik             | 10.000 m: Vorläufe |
| Helga Radtke                | 30    | weiblich   | Leichtathletik             | Weitsprung: 19. Platz (Qualifikation) |
| Heike Redetzky-Henkel       | 28    | weiblich   | Leichtathletik             | Hochsprung: Gold |
| Silke Renk                  | 25    | weiblich   | Leichtathletik             | Speerwurf: Gold |
| Lars Riedel                 | 25    | männlich   | Leichtathletik             | Diskuswurf: 14. Platz (Qualifikation) |
| Silvia Rieger               | 21    | weiblich   | Leichtathletik             | 400 m Hürden: Vorläufe |
| Uta Rohländer               | 23    | weiblich   | Leichtathletik             | 4 × 400 m: 6. Platz |
| Gabi Roth                   | 25    | weiblich   | Leichtathletik             | 100 m Hürden: Halbfinale |
| Anja Rücker                 | 19    | weiblich   | Leichtathletik             | 400 m Hürden: Viertelfinale 4 × 400 m: 6. Platz |
| Thomas Schönlebe            | 26    | männlich   | Leichtathletik             | 400 m: Viertelfinale 4 × 400 m: Vorläufe |
| Jürgen Schult               | 32    | männlich   | Leichtathletik             | Diskuswurf: Silber |
| Florian Schwarthoff         | 24    | männlich   | Leichtathletik             | 110 m Hürden: 5. Platz |
| Ralf Sonn                   | 25    | männlich   | Leichtathletik             | Hochsprung: 6. Platz |
| Rüdiger Stenzel             | 24    | männlich   | Leichtathletik             | 1500 m: Halbfinale |
| Stephanie Storp             | 23    | weiblich   | Leichtathletik             | Kugelstoßen: 7. Platz |
| Andrea Thomas               | 29    | weiblich   | Leichtathletik             | 200 m: Viertelfinale 4 × 100 m: 5. Platz |
| Susen Tiedtke               | 23    | weiblich   | Leichtathletik             | Weitsprung: 8. Platz |
| Ulf Timmermann              | 29    | männlich   | Leichtathletik             | Kugelstoßen: 5. Platz |
| Kathrin Ullrich-Weßel       | 24    | weiblich   | Leichtathletik             | 10.000 m: Vorläufe |
| Jörg Vaihinger              | 29    | männlich   | Leichtathletik             | 4 × 400 m: Vorläufe |
| Christine Wachtel           | 27    | weiblich   | Leichtathletik             | 800 m: Vorläufe |
| Ronald Weigel               | 32    | männlich   | Leichtathletik             | 50 km Gehen: Bronze |
| Heinz Weis                  | 29    | männlich   | Leichtathletik             | Hammerwurf: 6. Platz |
| Sigrun Wodars-Grau          | 26    | weiblich   | Leichtathletik             | 800 m: Halbfinale |
| Ilke Wyludda                | 23    | weiblich   | Leichtathletik             | Diskuswurf: 9. Platz |
| Sabine Zwiener              | 24    | weiblich   | Leichtathletik             | 800 m: Halbfinale |
| Ulrich Czermak              | 24    | männlich   | Moderner Fünfkampf         | Einzel: 45. Platz Mannschaft: 11. Platz |
| Dirk Knappheide             | 25    | männlich   | Moderner Fünfkampf         | Einzel: 22. Platz Mannschaft: 11. Platz |
| Pawel Olschewski            | 30    | männlich   | Moderner Fünfkampf         | Einzel: 49. Platz Mannschaft: 11. Platz |
| Bernd Dittert               | 31    | männlich   | Radsport                   | 100 km Mannschaftszeitfahren: Gold |
| Jens Fiedler                | 22    | männlich   | Radsport                   | Sprint: Gold |
| Guido Fulst                 | 22    | männlich   | Radsport                   | 4000 m Mannschaftsverfolgung: Gold Punkterennen: 7. Platz |
| Michael Glöckner            | 23    | männlich   | Radsport                   | 4000 m Mannschaftsverfolgung: Gold |
| Jens Glücklich              | 26    | männlich   | Radsport                   | 1000 m Einzelzeitfahren: 4. Platz |
| Jens Lehmann                | 24    | männlich   | Radsport                   | 4000 m Einzelverfolgung: Silber 4000 m Mannschaftsverfolgung: Gold |
| Christian Meyer             | 22    | männlich   | Radsport                   | Straßenrennen, Einzel: 68. Platz 100 km Mannschaftszeitfahren: Gold |
| Annett Neumann              | 22    | weiblich   | Radsport                   | Sprint: Silber |
| Jutta Niehaus               | 28    | weiblich   | Radsport                   | Straßenrennen, Einzel: 44. Platz |
| Viola Paulitz               | 25    | weiblich   | Radsport                   | Straßenrennen, Einzel: 19. Platz |
| Uwe Peschel                 | 23    | männlich   | Radsport                   | 100 km Mannschaftszeitfahren: Gold |
| Michael Rich                | 22    | männlich   | Radsport                   | 100 km Mannschaftszeitfahren: Gold |
| Petra Rossner               | 25    | weiblich   | Radsport                   | Straßenrennen, Einzel: 28. Platz 3000 m Einzelverfolgung: Gold |
| Stefan Steinweg             | 23    | männlich   | Radsport                   | 4000 m Mannschaftsverfolgung: Gold |
| Andreas Walzer              | 22    | männlich   | Radsport                   | 4000 m Mannschaftsverfolgung: Gold |
| Steffen Wesemann            | 21    | männlich   | Radsport                   | Straßenrennen, Einzel: 30. Platz |
| Erik Zabel                  | 22    | männlich   | Radsport                   | Straßenrennen, Einzel: 4. Platz |
| Klaus Balkenhol             | 52    | männlich   | Reiten                     | Dressur, Einzel: Bronze Dressur, Mannschaft: Gold |
| Matthias Baumann            | 29    | männlich   | Reiten                     | Vielseitigkeitsreiten, Einzel: 34. Platz Vielseitigkeitsreiten, Mannschaft: Bronze |
| Otto Becker                 | 33    | männlich   | Reiten                     | Springen, Einzel: 50. Platz (Qualifikation) Springen, Mannschaft: 11. Platz |
| Ludger Beerbaum             | 28    | männlich   | Reiten                     | Springreiten, Einzel: Gold Springreiten, Mannschaft: 11. Platz |
| Herbert Blöcker             | 49    | männlich   | Reiten                     | Vielseitigkeitsreiten, Einzel: Silber Vielseitigkeitsreiten, Mannschaft: Bronze |
| Ralf Ehrenbrink             | 31    | männlich   | Reiten                     | Vielseitigkeitsreiten, Einzel: 11. Platz Vielseitigkeitsreiten, Mannschaft: Bronze |
| Cord Mysegaes               | 24    | männlich   | Reiten                     | Vielseitigkeitsreiten, Einzel: 13. Platz Vielseitigkeitsreiten, Mannschaft: Bronze |
| Sören von Rönne             | 30    | männlich   | Reiten                     | Springen, Einzel: im Finale ausgeschieden Springen, Mannschaft: 11. Platz |
| Franke Sloothaak            | 34    | männlich   | Reiten                     | Springen, Einzel: 72. Platz (Qualifikation) Springen, Mannschaft: 11. Platz |
| Monica Theodorescu          | 29    | weiblich   | Reiten                     | Dressur, Einzel: 17. Platz Dressur, Mannschaft: Gold |
| Nicole Uphoff-Becker        | 25    | weiblich   | Reiten                     | Dressur, Einzel: Gold Dressur, Mannschaft: Gold |
| Isabell Werth               | 23    | weiblich   | Reiten                     | Dressur, Einzel: Silber Dressur, Mannschaft: Gold |
| Christiane Klumpp           | 15    | weiblich   | Rhythmische Sportgymnastik | Einzel: 10. Platz |
| Heiko Balz                  | 22    | männlich   | Ringen                     | Schwergewicht, Freistil: Silber |
| Olaf Brandt                 | 21    | männlich   | Ringen                     | Fliegengewicht, griechisch-römisch: ausgeschieden |
| Maik Bullmann               | 25    | männlich   | Ringen                     | Halbschwergewicht, griechisch-römisch: Gold |
| Mario Büttner               | 24    | männlich   | Ringen                     | Federgewicht, griechisch-römisch: 10. Platz |
| Hans Gstöttner              | 24    | männlich   | Ringen                     | Mittelgewicht, Freistil, 4. Platz |
| Reiner Heugabel             | 29    | männlich   | Ringen                     | Halbfliegengewicht, Freistil: 6. Platz |
| Alexander Leipold           | 23    | männlich   | Ringen                     | Weltergewicht, Freistil: ausgeschieden |
| Claudio Passarelli          | 27    | männlich   | Ringen                     | Leichtgewicht, griechisch-römisch: 10. Platz |
| Karsten Polky               | 27    | männlich   | Ringen                     | Federgewicht, Freistil: 9. Platz |
| Jürgen Scheibe              | 23    | männlich   | Ringen                     | Bantamgewicht, Freistil: 7. Platz |
| Ludwig Schneider            | 23    | männlich   | Ringen                     | Halbschwergewicht, Freistil: 10. Platz |
| Andreas Schröder            | 32    | männlich   | Ringen                     | Superschwergewicht, Freistil: 5. Platz |
| Georg Schwabenland          | 24    | männlich   | Ringen                     | Leichtgewicht, Freistil: ausgeschieden |
| Andreas Steinbach           | 27    | männlich   | Ringen                     | Schwergewicht, griechisch-römisch: 5. Platz |
| Fuat Yıldız                 | 27    | männlich   | Ringen                     | Halbfliegengewicht, griechisch-römisch: 4. Platz |
| Rıfat Yıldız                | 27    | männlich   | Ringen                     | Bantamgewicht, griechisch-römisch: Silber |
| Thomas Zander               | 24    | männlich   | Ringen                     | Mittelgewicht, griechisch-römisch: 7. Platz |
| Ingeburg Schwerzmann        | 25    | weiblich   | Rudern                     | Zweier ohne Steuerfrau: Silber |
| Roland Baar                 | 27    | männlich   | Rudern                     | Achter mit Steuermann: Bronze |
| Dirk Balster                | 26    | männlich   | Rudern                     | Vierer ohne Steuermann: 4. Platz |
| Kathrin Boron               | 22    | weiblich   | Rudern                     | Doppelzweier: Gold |
| Ralf Brudel                 | 29    | männlich   | Rudern                     | Vierer mit Steuermann: Silber |
| Sylvia Dördelmann           | 22    | weiblich   | Rudern                     | Achter mit Steuerfrau: Bronze |
| Colin von Ettingshausen     | 20    | männlich   | Rudern                     | Zweier ohne Steuermann: Silber |
| Armin Eichholz              | 28    | männlich   | Rudern                     | Achter mit Steuermann: Bronze |
| Karsten Finger              | 22    | männlich   | Rudern                     | Vierer mit Steuermann: Silber |
| Antje Frank                 | 24    | weiblich   | Rudern                     | Vierer ohne Steuerfrau: Bronze |
| Kathrin Haacker             | 25    | weiblich   | Rudern                     | Achter mit Steuerfrau: Bronze |
| Andreas Hajek               | 24    | männlich   | Rudern                     | Doppelvierer: Gold |
| Christian Händle            | 27    | männlich   | Rudern                     | Doppelzweier: 8. Platz |
| Christiane Harzendorf       | 24    | weiblich   | Rudern                     | Achter mit Steuerfrau: Bronze |
| Peter Hoeltzenbein          | 21    | männlich   | Rudern                     | Zweier ohne Steuermann: Silber |
| Annette Hohn                | 25    | weiblich   | Rudern                     | Vierer ohne Steuerfrau: Bronze |
| Uwe Kellner                 | 26    | männlich   | Rudern                     | Vierer mit Steuermann: Silber |
| Detlef Kirchhoff            | 25    | männlich   | Rudern                     | Achter mit Steuermann: Bronze |
| Manfred Klein               | 44    | männlich   | Rudern                     | Achter mit Steuermann: Bronze |
| Jens Köppen                 | 26    | männlich   | Rudern                     | Doppelzweier: 8. Platz (erst ab 2. Runde eingesetzt) |
| Kerstin Köppen              | 24    | weiblich   | Rudern                     | Doppelzweier: Gold |
| Thomas Lange                | 28    | männlich   | Rudern                     | Einer: Gold |
| Gabriele Mehl               | 25    | weiblich   | Rudern                     | Vierer ohne Steuerfrau: Bronze |
| Kerstin Müller              | 23    | weiblich   | Rudern                     | Doppelvierer: Gold |
| Kristina Mundt              | 26    | weiblich   | Rudern                     | Doppelvierer: Gold |
| Daniela Neunast             | 25    | weiblich   | Rudern                     | Achter mit Steuerfrau: Bronze |
| Birgit Peter                | 28    | weiblich   | Rudern                     | Doppelvierer: Gold |
| Michael Peter               | 23    | männlich   | Rudern                     | Zweier mit Steuermann: 4. Platz |
| Thoralf Peters              | 24    | männlich   | Rudern                     | Vierer mit Steuermann: Silber |
| Cerstin Petersmann          | 27    | weiblich   | Rudern                     | Achter mit Steuerfrau: Bronze |
| Dana Pyritz                 | 21    | weiblich   | Rudern                     | Achter mit Steuerfrau: Bronze |
| Bahne Rabe                  | 28    | männlich   | Rudern                     | Achter mit Steuermann: Bronze |
| Hendrik Reiher              | 30    | männlich   | Rudern                     | Vierer mit Steuermann: Silber |
| Frank Richter               | 27    | männlich   | Rudern                     | Achter mit Steuermann: Bronze |
| Ute Wagner                  | 26    | weiblich   | Rudern                     | Achter mit Steuerfrau: Bronze |
| Sybille Schmidt             | 24    | weiblich   | Rudern                     | Doppelvierer: Gold |
| Beate Schramm               | 26    | weiblich   | Rudern                     | Einer: 12. Platz |
| Hans Sennewald              | 30    | männlich   | Rudern                     | Achter mit Steuermann: Bronze |
| Birte Siech                 | 25    | weiblich   | Rudern                     | Vierer ohne Steuerfrau: Bronze |
| Michael Steinbach           | 22    | männlich   | Rudern                     | Doppelvierer: Gold |
| Annegret Strauch            | 23    | weiblich   | Rudern                     | Achter mit Steuerfrau: Bronze |
| Thorsten Streppelhoff       | 22    | männlich   | Rudern                     | Achter mit Steuermann: Bronze |
| Peter Thiede                | 24    | männlich   | Rudern                     | Zweier mit Steuermann: 4. Platz |
| Peter Uhrig                 | 27    | männlich   | Rudern                     | Doppelzweier: 8. Platz (nur in 1. Runde eingesetzt) |
| Matthias Ungemach           | 24    | männlich   | Rudern                     | Vierer ohne Steuermann: 4. Platz |
| Markus Vogt                 | 26    | männlich   | Rudern                     | Vierer ohne Steuermann: 4. Platz |
| Stephan Volkert             | 20    | männlich   | Rudern                     | Doppelvierer: Gold |
| Stefani Werremeier          | 23    | weiblich   | Rudern                     | Zweier ohne Steuerfrau: Silber |
| Ansgar Wessling             | 31    | männlich   | Rudern                     | Achter mit Steuermann: Bronze |
| Armin Weyrauch              | 28    | männlich   | Rudern                     | Vierer ohne Steuermann: 4. Platz |
| André Willms                | 19    | männlich   | Rudern                     | Doppelvierer: Gold |
| Thomas Woddow               | 23    | männlich   | Rudern                     | Zweier mit Steuermann: 4. Platz |
| Judith Zeidler              | 25    | weiblich   | Rudern                     | Achter mit Steuerfrau: Bronze |
| Hubert Bichler              | 32    | männlich   | Schießen                   | Kleinkaliber, Dreistellungskampf, 50 m: 17. Platz Kleinkaliber, liegend, 50 m: 4. Platz |
| Lieselotte Breker           | 32    | weiblich   | Schießen                   | Luftpistole 10 m: 15. Platz Sportpistole, 25 m: 10. Platz |
| Jörg Damme                  | 33    | männlich   | Schießen                   | Trap: 4. Platz |
| Matthias Dunkel             | 31    | männlich   | Schießen                   | Skeet: 50. Platz |
| Gernot Eder                 | 26    | männlich   | Schießen                   | Luftpistole, 10 m: 19. Platz Freie Pistole, 50 m: 20. Platz |
| Bernhard Hochwald           | 35    | männlich   | Schießen                   | Skeet: 16. Platz |
| Michael Jakosits            | 22    | männlich   | Schießen                   | Laufende Scheibe, 10 m: Gold |
| Hans-Jürgen Neumaier-Bauer  | 24    | männlich   | Schießen                   | Luftpistole, 10 m: 12. Platz Freie Pistole, 50 m: 33. Platz |
| René Osthold                | 27    | männlich   | Schießen                   | Schnellfeuerpistole, 25 m: 15. Platz |
| Sonja Pfeilschifter         | 21    | weiblich   | Schießen                   | Luftgewehr, 10 m: 30. Platz Kleinkaliber, Dreistellungskampf, 50 m: 28. Platz |
| Hans Riederer               | 34    | männlich   | Schießen                   | Luftgewehr, 10 m: Bronze |
| Bernd Rücker                | 27    | männlich   | Schießen                   | Kleinkaliber, Dreistellungskampf, 50 m: 29. Platz Kleinkaliber, liegend, 50 m: 10. Platz |
| Ralf Schumann               | 30    | männlich   | Schießen                   | Schnellfeuerpistole, 25 m: Gold |
| Silvia Sperber              | 27    | weiblich   | Schießen                   | Luftgewehr, 10 m: 9. Platz Kleinkaliber, Dreistellungskampf, 50 m: 20. Platz |
| Margit Stein                | 25    | weiblich   | Schießen                   | Luftpistole, 10 m: 15. Platz Sportpistole, 25 m: 26. Platz |
| Matthias Stich              | 28    | männlich   | Schießen                   | Luftgewehr, 10 m: 13. Platz |
| Axel Wegner                 | 29    | männlich   | Schießen                   | Skeet: 25. Platz |
| Jens Zimmermann             | 25    | männlich   | Schießen                   | Laufende Scheibe, 10 m: 6. Platz |
| Franziska van Almsick       | 14    | weiblich   | Schwimmen                  | 50 m Freistil: disqualifiziert 100 m Freistil: Bronze 200 m Freistil: Silber 4 × 100 m Freistil: Bronze 100 m Schmetterling: 7. Platz 4 × 100 m Lagen: Silber |
| Chris-Carol Bremer          | 22    | männlich   | Schwimmen                  | 200 m Schmetterling: 9. Platz |
| Daniela Brendel             | 18    | weiblich   | Schwimmen                  | 100 m Brust: 8. Platz 200 m Brust: 10. Platz 4 × 100 m Lagen: Silber |
| Jana Dörries                | 16    | weiblich   | Schwimmen                  | 100 m Brust: 5. Platz 200 m Brust: 18. Platz 4 × 100 m Lagen: Silber |
| Christian Geßner            | 24    | männlich   | Schwimmen                  | 200 m Lagen: 5. Platz 400 m Lagen: 5. Platz |
| Jana Haas                   | 16    | weiblich   | Schwimmen                  | 200 m Lagen: 16. Platz 400 m Lagen: 9. Platz |
| Annette Hadding             | 16    | weiblich   | Schwimmen                  | 4 × 100 m Freistil: Bronze |
| Dagmar Hase                 | 22    | weiblich   | Schwimmen                  | 400 m Freistil: Gold 100 m Rücken: 9. Platz 200 m Rücken: Silber 4 × 100 m Lagen: Silber |
| Jana Henke                  | 18    | weiblich   | Schwimmen                  | 800 m Freistil: Bronze |
| Martin Herrmann             | 22    | männlich   | Schwimmen                  | 100 m Schmetterling: 14. Platz 200 m Schmetterling: 11. Platz |
| Josef Hladký                | 30    | männlich   | Schwimmen                  | 200 m Lagen: 32. Platz |
| Jörg Hoffmann               | 22    | männlich   | Schwimmen                  | 1500 m Freistil: Bronze |
| Daniela Hunger              | 20    | weiblich   | Schwimmen                  | 4 × 100 m Freistil: Bronze 200 m Lagen: Bronze 400 m Lagen: 6. Platz 4 × 100 m Lagen: Silber |
| Christian Keller            | 19    | männlich   | Schwimmen                  | 200 m Freistil: 14. Platz 100 m Schmetterling: 9. Platz 4 × 100 m Lagen: 4. Platz |
| Kerstin Kielgaß             | 22    | weiblich   | Schwimmen                  | 200 m Freistil: Bronze 400 m Freistil: 5. Platz 800 m Freistil: 9. Platz 4 × 100 m Freistil: Bronze |
| Patrick Kühl                | 24    | männlich   | Schwimmen                  | 400 m Lagen: 6. Platz |
| Simone Osygus               | 23    | weiblich   | Schwimmen                  | 50 m Freistil: 7. Platz 100 m Freistil: 7. Platz 4 × 100 m Freistil: Bronze 4 × 100 m Lagen: Silber |
| Stefan Pfeiffer             | 26    | männlich   | Schwimmen                  | 400 m Freistil: 7. Platz 1500 m Freistil: 4. Platz 4 × 200 m Freistil: 4. Platz |
| Mark Pinger                 | 22    | männlich   | Schwimmen                  | 50 m Freistil: 11. Platz 4 × 100 m Freistil: Bronze 4 × 100 m Lagen: 4. Platz |
| Christian Poswiat           | 24    | männlich   | Schwimmen                  | 100 m Brust: 26. Platz 200 m Brust: 29. Platz |
| Dirk Richter                | 27    | männlich   | Schwimmen                  | 4 × 100 m Freistil: Bronze 100 m Rücken: 8. Platz 200 m Rücken: 17. Platz |
| Nils Rudolph                | 26    | männlich   | Schwimmen                  | 50 m Freistil: 8. Platz 100 m Freistil: 12. Platz |
| Peter Sitt                  | 22    | männlich   | Schwimmen                  | 4 × 200 m Freistil: 4. Platz |
| Manuela Stellmach           | 22    | weiblich   | Schwimmen                  | 4 × 100 m Freistil: Bronze |
| Andreas Szigat              | 20    | männlich   | Schwimmen                  | 4 × 100 m Freistil: Bronze 4 × 200 m Freistil: 4. Platz |
| Christian Tröger            | 22    | männlich   | Schwimmen                  | 100 m Freistil: 7. Platz 4 × 100 m Freistil: Bronze 4 × 200 m Freistil: 4. Platz |
| Bettina Ustrowski           | 15    | weiblich   | Schwimmen                  | 100 m Schmetterling: 18. Platz 200 m Schmetterling: 26. Platz 4 × 100 m Lagen: Silber |
| Sandra Völker               | 18    | weiblich   | Schwimmen                  | 100 m Rücken: 16. Platz |
| Mark Warnecke               | 22    | männlich   | Schwimmen                  | 100 m Brust: 13. Platz 4 × 100 m Lagen: 4. Platz |
| Tino Weber                  | 22    | männlich   | Schwimmen                  | 100 m Rücken: 11. Platz 200 m Rücken: 6. Platz 4 × 100 m Lagen: 4. Platz |
| Sebastian Wiese             | 20    | männlich   | Schwimmen                  | 400 m Freistil: 6. Platz |
| Steffen Zesner              | 24    | männlich   | Schwimmen                  | 200 m Freistil: 7. Platz 4 × 100 m Freistil: Bronze 4 × 200 m Freistil: 4. Platz |
| Bengt Zikarsky              | 25    | männlich   | Schwimmen                  | 4 × 100 m Freistil: Bronze 4 × 100 m Lagen: 4. Platz |
| Marion Zoller               | 24    | weiblich   | Schwimmen                  | 200 m Rücken: 9. Platz |
| Monika Müller               | 21    | weiblich   | Synchronschwimmen          | Einzel: 14. Platz Duett: 14. Platz |
| Margit Schreib              | 25    | weiblich   | Synchronschwimmen          | Einzel: in der Vorrunde ausgeschieden Duett: 14. Platz |
| Peter Aldag                 | 27    | männlich   | Segeln                     | Finn-Dinghy: 15. Platz |
| Albert Batzill              | 39    | männlich   | Segeln                     | Flying Dutchman: 5. Platz |
| Thomas Flach                | 36    | männlich   | Segeln                     | Soling: 4. Platz |
| Jörg Fricke                 | 26    | männlich   | Segeln                     | Star: 6. Platz |
| Roland Gäbler               | 27    | männlich   | Segeln                     | Tornado: 11. Platz |
| Peggy Hardwiger             | 24    | weiblich   | Segeln                     | 470er: 8. Platz |
| Wolfgang Hunger             | 32    | männlich   | Segeln                     | 470er: 8. Platz |
| Bernd Jäkel                 | 38    | männlich   | Segeln                     | Soling: 4. Platz |
| Peter Lang                  | 29    | männlich   | Segeln                     | Flying Dutchman: 5. Platz |
| Frank Parlow                | 25    | männlich   | Segeln                     | Tornado: 11. Platz |
| Christina Pinnow            | 25    | weiblich   | Segeln                     | 470er: 8. Platz |
| Rolf Schmidt                | 28    | männlich   | Segeln                     | 470er: 8. Platz |
| Jochen Schümann             | 38    | männlich   | Segeln                     | Soling: 4. Platz |
| Timm Stade                  | 24    | männlich   | Segeln                     | Windsurfen: 18. Platz |
| Hans Vogt                   | 30    | männlich   | Segeln                     | Star: 6. Platz |
| Boris Becker                | 24    | männlich   | Tennis                     | Einzel: Achtelfinale Doppel: Gold |
| Steffi Graf                 | 23    | weiblich   | Tennis                     | Einzel: Silber Doppel: Achtelfinale |
| Anke Huber                  | 18    | weiblich   | Tennis                     | Einzel: Viertelfinale Doppel: Achtelfinale |
| Barbara Rittner             | 19    | weiblich   | Tennis                     | Einzel: Achtelfinale |
| Carl-Uwe Steeb              | 24    | männlich   | Tennis                     | Einzel: Achtelfinale |
| Michael Stich               | 28    | männlich   | Tennis                     | Einzel: Zweite Runde Doppel: Gold |
| Steffen Fetzner             | 23    | männlich   | Tischtennis                | Einzel: Achtelfinale Doppel: Silber |
| Olga Nemes                  | 24    | weiblich   | Tischtennis                | Einzel: Vorrunde |
| Jörg Roßkopf                | 23    | männlich   | Tischtennis                | Einzel: Viertelfinale Doppel: Silber |
| Elke Schall-Wosik           | 19    | weiblich   | Tischtennis                | Einzel: Vorrunde Doppel: Vorrunde |
| Nicole Struse               | 21    | weiblich   | Tischtennis                | Doppel: Vorrunde |
| Ralf Büchner                | 24    | männlich   | Turnen                     | Einzel: 33. Platz (Qualifikation) Mannschaft: 4. Platz Boden: 40. Platz(Qualifikation) Pferdsprung: 16. Platz (Qualifikation) Barren: 31. Platz (Qualifikation) Reck: 64. Platz (Qualifikation) Ringe: 34. Platz (Qualifikation) Seitpferd: 16. Platz (Qualifikation) |
| Mario Franke                | 24    | männlich   | Turnen                     | Einzel: 33. Platz (Qualifikation) Mannschaft: 4. Platz Boden: 40. Platz(Qualifikation) Pferdsprung: 16. Platz (Qualifikation) Barren: 80. Platz (Qualifikation) Reck: 35. Platz (Qualifikation) Ringe: 13. Platz (Qualifikation) Seitpferd: 62. Platz (Qualifikation) |
| Jana Günther                | 17    | weiblich   | Turnen                     | Einzel: 56. Platz (Qualifikation) Mannschaft: 9. Platz Boden: 51. Platz (Qualifikation) Pferd: 70. Platz(Qualifikation) Stufenbarren: 57. Platz (Qualifikation) Schwebebalken: 62. Platz (Qualifikation)                                                              |
| Sylvio Kroll                | 27    | männlich   | Turnen                     | Einzel: 26. Platz Mannschaft: 4. Platz Boden: 20. Platz(Qualifikation) Pferdsprung: 6. Platz Barren: 22. Platz (Qualifikation) Reck: 35. Platz (Qualifikation) Ringe: 27. Platz (Qualifikation) Seitpferd: 51. Platz (Qualifikation)                                  |
| Annette Potempa             | 15    | weiblich   | Turnen                     | Einzel: 74. Platz (Qualifikation) Mannschaft: 9. Platz Boden: 82. Platz (Qualifikation) Pferd: 39. Platz (Qualifikation) Stufenbarren: 89. Platz (Qualifikation) Schwebebalken: 48. Platz (Qualifikation)                                                             |
| Anke Schönfelder            | 16    | weiblich   | Turnen                     | Einzel: 71. Platz (Qualifikation) Mannschaft: 9. Platz Boden: 36. Platz (Qualifikation) Pferd: 41. Platz (Qualifikation) Stufenbarren: 86. Platz (Qualifikation) Schwebebalken: 77. Platz (Qualifikation)                                                             |
| Diana Schröder              | 17    | weiblich   | Turnen                     | Einzel: 29. Platz Mannschaft: 9. Platz Boden: 38. Platz (Qualifikation) Pferd: 72. Platz (Qualifikation) Stufenbarren: 48. Platz (Qualifikation) Schwebebalken: 44. Platz (Qualifikation)                                                                             |
| Kathleen Stark              | 16    | weiblich   | Turnen                     | Einzel: 32. Platz Mannschaft: 9. Platz Boden: 24. Platz (Qualifikation) Pferd: 29. Platz (Qualifikation) Stufenbarren: 41. Platz (Qualifikation) Schwebebalken: 53. Platz (Qualifikation)                                                                             |
| Sven Tippelt                | 27    | männlich   | Turnen                     | Einzel: 41. Platz (Qualifikation) Mannschaft: 4. Platz Boden: 46. Platz(Qualifikation) Pferdsprung: 70. Platz (Qualifikation) Barren: 46. Platz (Qualifikation) Reck: 51. Platz (Qualifikation) Ringe: 11. Platz (Qualifikation) Seitpferd: 55. Platz (Qualifikation) |
| Oliver Walther              | 19    | männlich   | Turnen                     | Einzel: 13. Platz Mannschaft: 4. Platz Boden: 40. Platz(Qualifikation) Pferdsprung: 49. Platz (Qualifikation) Barren: 32. Platz (Qualifikation) Reck: 17. Platz (Qualifikation) Ringe: 36. Platz (Qualifikation) Seitpferd: 25. Platz (Qualifikation)                 |
| Andreas Wecker              | 22    | männlich   | Turnen                     | Einzel: 4. Platz Mannschaft: 4. Platz Boden: 7. Platz Pferdsprung: 17. Platz (Qualifikation) Barren: 7. Platz Reck: Silber Ringe: Bronze Seitpferd: Bronze |
| Gabriele Weller             | 16    | weiblich   | Turnen                     | Einzel: 73. Platz (Qualifikation) Mannschaft: 9. Platz Boden: 68. Platz (Qualifikation) Pferd: 43. Platz (Qualifikation) Stufenbarren: 87. Platz (Qualifikation) Schwebebalken: 65. Platz (Qualifikation)                                                             |
| Ingo Borgmann               | 27    | männlich   | Wasserball                 | Herrenturnier: 7. Platz |
| Piotr Bukowski              | 29    | männlich   | Wasserball                 | Herrenturnier: 7. Platz |
| Jörg Dresel                 | 23    | männlich   | Wasserball                 | Herrenturnier: 7. Platz |
| Torsten Dresel              | 25    | männlich   | Wasserball                 | Herrenturnier: 7. Platz |
| Carsten Kusch               | 25    | männlich   | Wasserball                 | Herrenturnier: 7. Platz |
| Frank Otto                  | 33    | männlich   | Wasserball                 | Herrenturnier: 7. Platz |
| Raúl de la Peña             | 26    | männlich   | Wasserball                 | Herrenturnier: 7. Platz |
| Guido Reibel                | 23    | männlich   | Wasserball                 | Herrenturnier: 7. Platz |
| René Reimann                | 25    | männlich   | Wasserball                 | Herrenturnier: 7. Platz |
| Hagen Stamm                 | 32    | männlich   | Wasserball                 | Herrenturnier: 7. Platz |
| Uwe Sterzik                 | 26    | männlich   | Wasserball                 | Herrenturnier: 7. Platz |
| Dirk Theismann              | 29    | männlich   | Wasserball                 | Herrenturnier: 7. Platz |
| Brita Baldus                | 27    | weiblich   | Wasserspringen             | Kunstspringen: Bronze |
| Jan Hempel                  | 20    | männlich   | Wasserspringen             | Kunstspringen: 18. Platz (Qualifikation) Turmspringen: 4. Platz |
| Albin Killat                | 31    | männlich   | Wasserspringen             | Kunstspringen: 10. Platz |
| Simona Koch                 | 24    | weiblich   | Wasserspringen             | Kunstspringen: 7. Platz |
| Monika Kühn                 | 25    | weiblich   | Wasserspringen             | Turmspringen: 20. Platz (Qualifikation) |
| Michael Kühne               | 21    | männlich   | Wasserspringen             | Turmspringen: 7. Platz |
| Ute Wetzig                  | 21    | weiblich   | Wasserspringen             | Turmspringen: 14. Platz (Qualifikation) |

## Zusammenfassung
Von allen olympischen Sommerspielen nach der Wiedervereinigung, waren die von 1992, die erfolgreichsten Sommerspiele.
Von den 33 Goldmedaillen kamen 18 von Sportlern aus der ehemaligen DDR und neun von Sportlern aus Westdeutschland. Die restlichen 6 Goldmedaillen kamen von gemischten Staffeln aus Ost und West Sportler, wie die Schwimmstaffel oder beim Rudern.
| Platz | Mannschaft                                  | Gold | Silber | Bronze | Gesamt |
| ----- | ------------------------------------------- | ---- | ------ | ------ | ------ |
| 01    | Sportler aus der ehemaligen DDR             | 18   | 11     | 16     | 45     |
| 02    | Sportler aus Westdeutschland                | 9    | 9      | 7      | 25     |
| 03    | gemischte Teams (Sportler aus Ost und West) | 6    | 1      | 5      | 12     |
|       | Gesamt                                      | 33   | 21     | 28     | 82     |